# Терпени

Структурна формула ізопрену

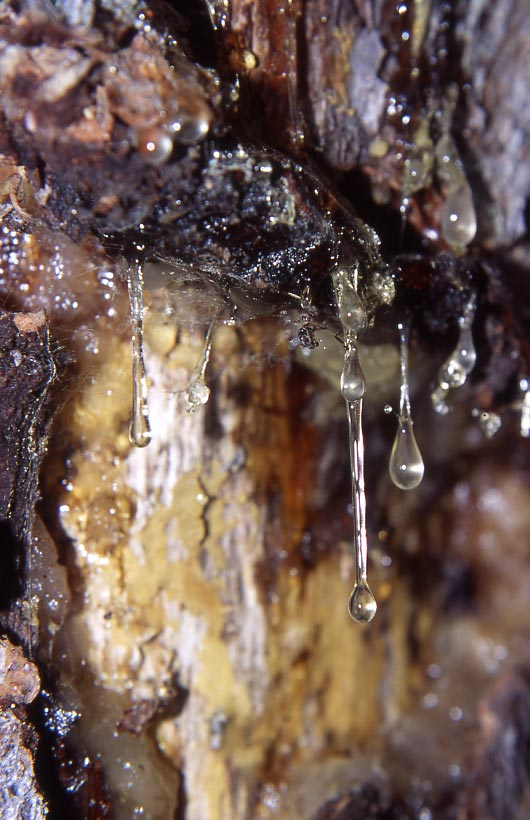
Багато терпенів виділяється зі смоли хвойних дерев.

Терпе́ни (англ. terpenes) — ненасичені вуглеводні загального складу (С5Н8)n, де n = 2,3,4…, з вуглецевими скелетами, які формально можна розглядати як продукти полімеризації ізопрену, (СН2=С(СН3)СН=СН2), переважно мають рослинне походження (складові, що визначають смак та запах продуктів отриманих з рослин). Можуть бути ациклічними й циклічними, з подвійними зв‘язками й без подвійних зв'язків (трициклічні). Розрізняють гемітерпени С5, монотерпени С10, сесквітерпени С15, дитерпени С20, сестертерпени С25, тритерпени С30, тетратерпени (каротеноїди) С40, політерпени С5n. Пр., мірцен, сесквітерпен.
Терпени зазвичай розглядаються як вуглеводні, що не містять гетероатомів — на відміну від своїх кисневозаміщених похідних, так званих терпеноїдів (наприклад, ментол, карвон, туйон).